# Ganggangsullae
Le ganggangsullae est, en Corée, un rite notamment constitué d'une danse traditionnelle. Symbolisant la fertilité, il se pratique en cercle, à l'occasion de la pleine lune, dans le sud-ouest de la Corée du Sud. En 2009, à la suite d'une décision de l'Unesco, le ganggangsullae est classé dans la liste représentative du patrimoine culturel immatériel de l'humanité. Il est rattaché à la Corée du Sud. 

## Histoire

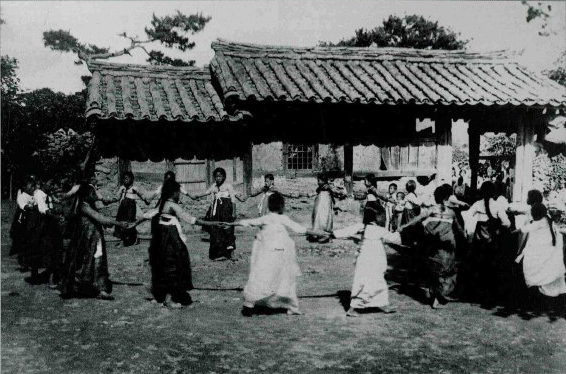
Ganggangsullae à Jindo en 1891.

Le ganggangsullae est un rite coréen. D'après Lee Keun Young, qui dirige un festival sud-coréen, le ganggangsullae date du quatrième siècle. 
Avant l'époque contemporaine, ce rituel représentait la seule occasion de chanter en public pour les femmes, qui subissaient des restrictions dans les campagnes. Cho Moonkyu, qui dirige le festival de la pleine lune, raconte qu'en 1592, Yi Sun-sin eut l'idée, pour se défendre de l'invasion japonaise, de faire danser ses troupes en rond à bord d'un bateau, torche à la main : d'après ce récit, l'ennemi crut à un plus grand nombre de Coréens (alors que l'armée coréenne était désavantagée par le nombre) et se retira. Pendant l'époque contemporaine, cette danse se pratique en hanbok, lors de festivals. Le festival de la pleine lune en constitue un exemple, ses organisateurs estiment que le ganggangsullae porte des valeurs pacifistes et universelles. Lors des intermèdes, les femmes miment des scènes quotidiennes villageoises. Facile à apprendre, il est jugé représentatif de l'art populaire coréen par l'Unesco. 

## Description
Il s'agit d'une danse exécutée en rond, dans le sens des aiguilles d'une montre. La musique traditionnelle qui l'accompagne se compose notamment du janggu, un tambour coréen et chinois. Cette danse se pratique à l'occasion du jour de Chuseok, une fête coréenne des récoltes et de la fertilité. Dansé la nuit, pendant la pleine lune, le ganggangsullae rassemble de jeunes femmes âgées de quinze à vingt ans, ainsi que des femmes âgées de quarante à soixante ans. Trois rythmes (lent, moyen et rapide) sont possibles et plusieurs chanteurs participent, le maître donnant le tempo. 

## Origine du terme
Bien que le terme ganggangsullae provienne d'un refrain chanté sur cette danse, son étymologie nous est incertaine. Néanmoins, Lee Keun Young explique que sullae signifie veiller et se défendre contre les ennemis.

## Intégration du patrimoine culturel immatériel
En 1966, cet élément culturel devient « élément important numéro 8 de l’héritage culturel intangible » en Corée du Sud. En 2009, à la suite d'une décision de l'UNESCO, le ganggangsullae est classé parmi les éléments du patrimoine culturel immatériel de l'humanité. D'après la description de cette organisation, le ganggangsullae véhicule l'harmonie, l'amitié et l'égalité entre les participants. 